# 玛纳斯地震
玛纳斯地震是指1906年12月23日2时21分发生于天山北麓玛纳斯县西南（今属沙湾县）的一场地震。该次地震震中位于44°17′02″N 85°34′19″E / 44.284°N 85.572°E，震级为Mw 7.8〜8.3级。地震死亡300人，伤1000多人，倒塌房屋2000多间。